# Distritos de la República Checa

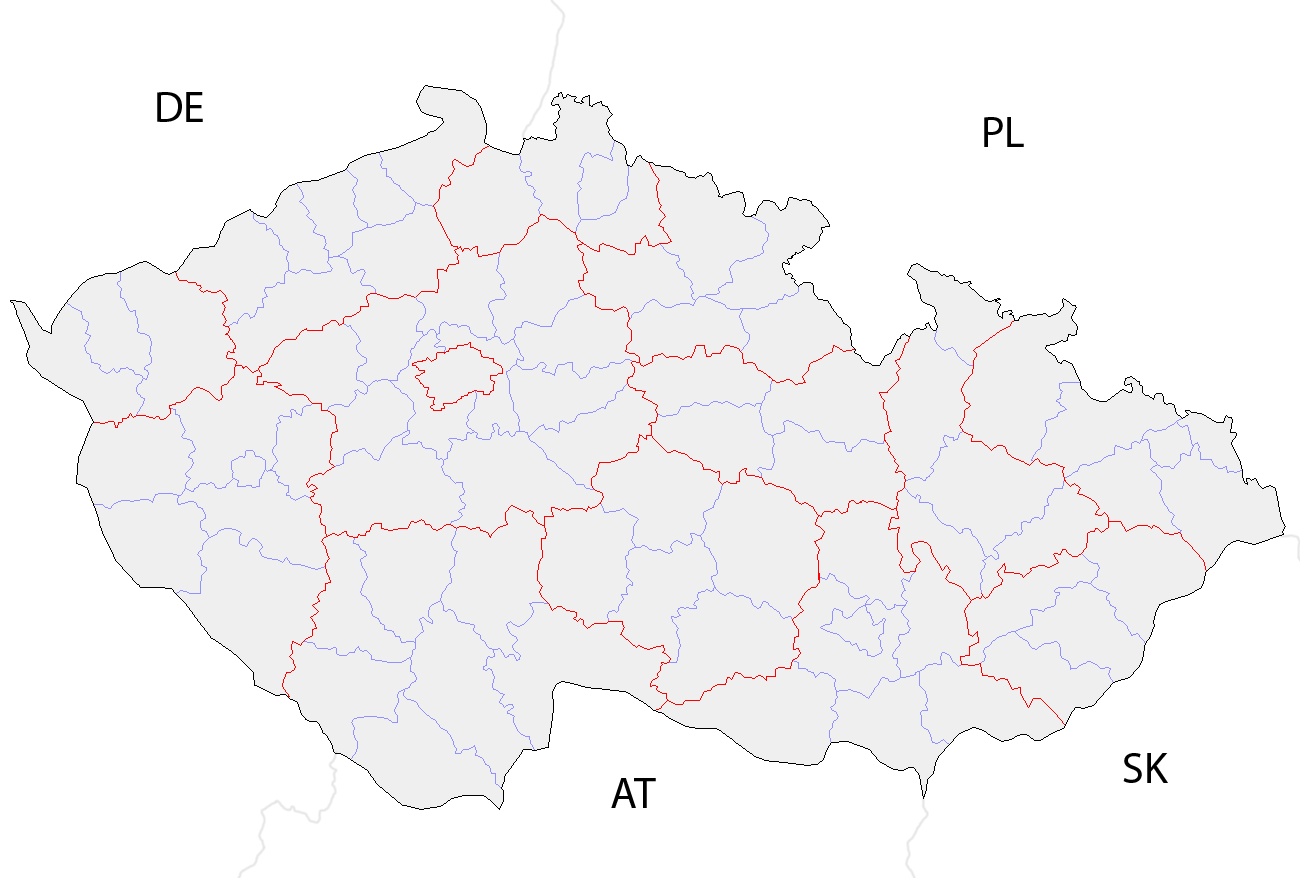
Mapa de los distritos de la República Checa

Los distritos de la República Checa (en checo: okres, plural okresy) son las unidades administrativas por debajo de las regiones y por encima de los municipios, según una reforma territorial de Checoslovaquia de 1960. Esta división no tuvo en cuenta las antiguas divisiones tradicionales y los lazos locales. En la República Checa había 75 distritos, y un 76.º distrito, el de Jeseník, se creó por la división del de Šumperk. Tres distritos están formados únicamente por una ciudad estatutaria: Brno, Ostrava y Pilsen, que obtuvieron el estatus de distrito en 1971. Praga tiene un estatus especial.
En enero de 2003 entró en vigor una reforma que reemplazó los distritos por 204 municipios con competencias extendidas, denominados no oficialmente «distritos pequeños», que tomaron la mayor parte de la autoridad de los antiguos distritos. En 2007, no obstante, los límites de los distritos se reajustaron y 119 municipios cambiaron de distrito.

## Lista de distritos
| Región             | Distrito                       | Superficie (km²) | Población (2002) | Número de municipios |
| ------------------ | ------------------------------ | ---------------- | ---------------- | -------------------- |
| Karlovy Vary       | Cheb                           | 933              | 89 107           | 39                   |
| Karlovy Vary       | Karlovy Vary                   | 1628             | 121 886          | 55                   |
| Karlovy Vary       | Sokolov                        | 753              | 93 227           | 38                   |
| Bohemia Central    | Benešov                        | 1524             | 93 220           | 115                  |
| Bohemia Central    | Beroun                         | 662              | 76 101           | 85                   |
| Bohemia Central    | Kladno                         | 692              | 150 181          | 100                  |
| Bohemia Central    | Kolín                          | 846              | 95 523           | 100                  |
| Bohemia Central    | Kutná Hora                     | 917              | 73 337           | 88                   |
| Bohemia Central    | Mělník                         | 712              | 94 868           | 70                   |
| Bohemia Central    | Mladá Boleslav                 | 1058             | 114 042          | 123                  |
| Bohemia Central    | Nymburk                        | 876              | 84 784           | 87                   |
| Bohemia Central    | Praga-Este (Praha-východ)      | 584              | 98 453           | 91                   |
| Bohemia Central    | Praga-Oeste (Praha-západ)      | 586              | 86 777           | 80                   |
| Bohemia Central    | Příbram                        | 1628             | 107 260          | 120                  |
| Bohemia Central    | Rakovník                       | 930              | 54 128           | 84                   |
| Hradec Králové     | Hradec Králové                 | 875              | 159 622          | 101                  |
| Hradec Králové     | Jičín                          | 887              | 77 368           | 111                  |
| Hradec Králové     | Náchod                         | 851              | 112 448          | 78                   |
| Hradec Králové     | Rychnov nad Kněžnou            | 998              | 79 003           | 83                   |
| Hradec Králové     | Trutnov                        | 1147             | 119 996          | 75                   |
| Liberec            | Česká Lípa                     | 1137             | 106 411          | 59                   |
| Liberec            | Jablonec nad Nisou             | 402              | 88 232           | 34                   |
| Liberec            | Liberec                        | 925              | 158 988          | 57                   |
| Liberec            | Semily                         | 699              | 74 660           | 65                   |
| Moravia-Silesia    | Bruntál                        | 1658             | 104 480          | 67                   |
| Moravia-Silesia    | Frýdek-Místek                  | 1273             | 226 592          | 72                   |
| Moravia-Silesia    | Karviná                        | 347              | 277 244          | 17                   |
| Moravia-Silesia    | Nový Jičín                     | 918              | 159 473          | 53                   |
| Moravia-Silesia    | Opava                          | 1144             | 180 769          | 77                   |
| Moravia-Silesia    | Ostrava-Ciudad (Ostrava-město) | 214              | 314 102          | 13                   |
| Olomouc            | Jeseník                        | 719              | 42 251           | 24                   |
| Olomouc            | Olomouc                        | 1451             | 224 156          | 92                   |
| Olomouc            | Přerov                         | 884              | 138 895          | 104                  |
| Olomouc            | Prostějov                      | 770              | 109 524          | 96                   |
| Olomouc            | Šumperk                        | 1316             | 125 924          | 78                   |
| Pardubice          | Chrudim                        | 1030             | 104 748          | 113                  |
| Pardubice          | Pardubice                      | 889              | 160 251          | 115                  |
| Pardubice          | Svitavy                        | 1335             | 101 832          | 113                  |
| Pardubice          | Ústí nad Orlicí                | 1265             | 138 753          | 111                  |
| Plzeň              | Domažlice                      | 1140             | 58 895           | 86                   |
| Plzeň              | Klatovy                        | 1939             | 87 680           | 95                   |
| Plzeň              | Pilsen-Ciudad (Plzeň-město)    | 125              | 163 791          | 15                   |
| Plzeň              | Pilsen-Sur (Plzeň-jih)         | 1080             | 68 495           | 90                   |
| Plzeň              | Pilsen-Norte (Plzeň-sever)     | 1323             | 73 610           | 98                   |
| Plzeň              | Rokycany                       | 575              | 45 574           | 68                   |
| Plzeň              | Tachov                         | 1379             | 51 329           | 51                   |
| Praga              | Praga                          | 496              | 1 181 610        | 1                    |
| Bohemia Meridional | České Budějovice               | 1625             | 178 523          | 107                  |
| Bohemia Meridional | Český Krumlov                  | 1615             | 59 817           | 46                   |
| Bohemia Meridional | Jindřichův Hradec              | 1944             | 92 846           | 106                  |
| Bohemia Meridional | Písek                          | 1138             | 70 419           | 76                   |
| Bohemia Meridional | Prachatice                     | 1375             | 51 410           | 65                   |
| Bohemia Meridional | Strakonice                     | 1032             | 69 496           | 112                  |
| Bohemia Meridional | Tábor                          | 1327             | 102 586          | 111                  |
| Moravia Meridional | Blansko                        | 943              | 107 454          | 130                  |
| Moravia Meridional | Břeclav                        | 1173             | 123 265          | 69                   |
| Moravia Meridional | Brno-Ciudad (Brno-město)       | 230              | 729 509          | 1                    |
| Moravia Meridional | Brno-Campo (Brno-venkov)       | 1108             | 161 269          | 137                  |
| Moravia Meridional | Hodonín                        | 1086             | 158 602          | 81                   |
| Moravia Meridional | Vyškov                         | 889              | 114 061          | 81                   |
| Moravia Meridional | Znojmo                         | 1637             | 114 061          | 148                  |
| Ústí nad Labem     | Chomutov                       | 935              | 124 744          | 44                   |
| Ústí nad Labem     | Děčín                          | 909              | 133 631          | 52                   |
| Ústí nad Labem     | Litoměřice                     | 1032             | 114 497          | 105                  |
| Ústí nad Labem     | Louny                          | 1118             | 85 830           | 70                   |
| Ústí nad Labem     | Most                           | 467              | 116 786          | 26                   |
| Ústí nad Labem     | Teplice                        | 469              | 126 635          | 34                   |
| Ústí nad Labem     | Ústí nad Labem                 | 405              | 117 589          | 23                   |
| Vysočina           | Havlíčkův Brod                 | 1265             | 94 778           | 120                  |
| Vysočina           | Jihlava                        | 1180             | 108 404          | 121                  |
| Vysočina           | Pelhřimov                      | 1290             | 72 219           | 120                  |
| Vysočina           | Třebíč                         | 1518             | 116 415          | 173                  |
| Vysočina           | Žďár nad Sázavou               | 1672             | 118 216          | 195                  |
| Zlín               | Kroměříž                       | 799              | 107 852          | 80                   |
| Zlín               | Uherské Hradiště               | 991              | 143 763          | 78                   |
| Zlín               | Vsetín                         | 1143             | 145 875          | 59                   |
| Zlín               | Zlín                           | 1030             | 192 994          | 87                   |